# 白岩站 (日本)
白岩站（日语：／ Shiraiwa eki */?）是位於山形縣寒河江市大字白岩，山形交通三山線的鐵路車站（廢站）。

## 歷史
- 1926年（大正15年）12月23日：三山電氣鐵道羽前高松站至海味站之間開通，此站啟用[1][2]。
- 1943年（昭和18年）10月1日：山形交通成立，成為山形交通三山線車站。
- 1974年（昭和49年）11月18日：山形交通三山線全線廢除，此站也被廢除[1]。

## 車站構造
此站是地面車站，設有相對式月台，可進行列車交會（停車場）。

## 現況
在廢站後，車站遺址建設了中町公民館，在該處設置了白岩站遺跡的石碑。路軌遺址變成農道。已經看不見車站的蹤影。
車站周邊是位於舊·白岩町的中心，還有許多商店和住宅。

## 相鄰車站
山形交通
三山線
新田－白岩－上野

## 注腳
1. 1 2  《日本鐵道旅行地圖帳 全線全站全廢線 2 東北》（監修：今尾惠介，新潮社，2008年6月發行）43頁
2. ↑  「地方鉄道運輸開始」《官報》1927年1月8日（國立國會圖書館數碼化收藏）

## 相關項目
- 日本鐵路車站列表 Shi